# برج دونگوان تی‌بی‌ای
برج دونگوان تی‌بی‌ای (انگلیسی: Dongguan TBA Tower) ساختمان اداری ۷۳ طبقه مستقر در شهر دونگوان، چین است، که در سال ۲۰۱۳ احداث گردید.